# Sascha Posch (Schauspieler)
Sascha Posch (* 17. September 1976 in München) ist ein deutscher Schauspieler und Synchronsprecher.

## Leben
Nach der Mittleren Reife ging Sascha Posch mit 17 Jahren auf die Schauspielschule in München. Danach zog er für mehrere Monate nach Los Angeles. Er besuchte während dieser Zeit eine dort ansässige Schauspielschule und nahm zeitgleich Privatunterricht in Method Acting.
Er kehrte nach Deutschland zurück und erhielt eine seiner ersten Rollen in der ZDF-Reihe Bella Block an der Seite von Hannelore Hoger, Armin Rohde und Sebastian Koch.
Einem breiteren Publikum wurde Posch mit der Rolle des Konstantin Bröker in der ARD-Fernsehserie Der Fahnder bekannt.
Bisher (Stand 2013) spielte er in 30 verschiedenen Rollen für Film und Fernsehen.

## Filmografie (Auswahl)
- 1993: Die Honigkuckuckskinder
- 1995: Bildstörung
- 1996: Das Schwurgericht
- 1996: Die Camper
- 1997: Flughafenklinik
- 1997: Der Alte
- 1997: Lonny, der Aufsteiger
- 1997: Kinderärztin Leah
- 1997: Bella Block: Geldgier
- 1997: Crash Kids
- 1997: Einsatz Hamburg Süd
- 1997: Unser Lehrer Dr. Specht (6 Folgen)
- 1997–2005: Der Fahnder (65 Folgen)
- 1998: Marlene
- 1998: Papa, ich hol´dich raus (2-Teiler)
- 1999: Die Straßen von Berlin
- 2000: Der Bulle von Tölz: Eine tödliche Affäre
- 2000: In the Ghetto
- 2000: Das schwangere Mädchen
- 2001: SOKO 5113
- 2002: Zwei Profis
- 2002: Im Namen des Gesetzes
- 2002: Der Mond im See
- 2003: Ein Fall für Zwei
- 2004: Der Bulle von Tölz: Krieg der Sterne
- 2004: Im Namen des Gesetzes
- 2005: Die Rosenheim-Cops – Der Jäger ist des Hasen Tod
- 2006: Das Beste aus meinem Leben
- 2007: Der Staatsanwalt (4 Folgen)
- 2009: Ihr Auftrag, Pater Castell
- 2010: Die Rosenheim-Cops – Safe mit mörderischem Inhalt